# ハイツ友の会
ハイツ友の会（ハイツとものかい）は、かつて吉本興業（大阪本社）に所属していたお笑いコンビ。共に京都府出身。2019年結成、2024年3月31日解散。NSC大阪校41期生。

## メンバー
清水 香奈芽（しみず かなめ、1997年8月2日 - ）（27歳）
ツッコミ担当。
京都府宇治市出身・在住。身長162 cm、体重49 kg。血液型はO型。
当初はよしもとクリエイティブカレッジ（YCC）に通っていた。
趣味は買い物、人形やぬいぐるみの収集。特技は弓道、イラスト、工作、跳び箱。
声色がしずちゃんに似ている。
好きな食べ物は餃子、キクラゲ、つぶ貝。
高校時代、食べる際のスピードが遅かったため周りから「ヤギみたい」とイジられて以降、人前での食事を苦手としている。
芸人と兼ねて施設警備を行っていた。
解散後は芸能界を引退している。

西野（にしの、1992年8月1日 - ）（32歳）
ボケ担当。
京都府京都市出身・在住。身長160 cm、体重40 kg。血液型はB型。フルネームは非公表。
趣味は貯金、絵を描くこと、合気道三段、皆勤、買い物。特技は早起き、人間の輪郭だけなら上手に描くこと、逐語起こし、健康。
好きな食べ物はジャガイモ。
解散後も事務所に残り、ピン芸人「西野」として活動。

## 来歴
NSC大阪校41期出身の同期によってコンビ結成。
清水は当初よしもとクリエイティブカレッジ（YCC）に通っていたがNSCに編入した。
結成前々日、友人のエピソードトークにて出た「友の会」という単語を気に入った西野が、コンビ名に入れるのを清水に提案し快諾された。そしてお互いの誕生日（西野は8月1日、清水は8月2日）を繋げると「ハイツ（812）」となることに清水が気付き、「友の会」の前に付けた。なお、コンビ名は結成当日に決められた。他の候補には「いけず友の会」などがあった。
2020年9月、よしもと漫才劇場メンバーに昇格。同年の『女芸人No.1決定戦 THE W』（日本テレビ）で準決勝進出。12月には『オールザッツ漫才2020』にてテレビ初出演。
2021年、『第8回NHK新人お笑い大賞』（NHK総合）本選へ出場。決勝戦まで勝ち進むもニッポンの社長に敗れ準優勝となった。『M-1グランプリ2021』（ABCテレビ）では3回戦で敗れたものの、追加合格として準々決勝まで進出した。『女芸人No.1決定戦 THE W』2021年大会では前年度に引き続き準決勝進出。
2022年5月には『第52回NHK上方漫才コンテスト』にて決勝進出。
11月17日、『M-1グランプリ2022』（ABCテレビ）準決勝へ初進出。決勝当日に行われた敗者復活戦では17組中10位となった。
12月27日、音声投稿コンテンツアプリ・Artistspokenの配信を開始。
2023年5月19日、『第53回NHK上方漫才コンテスト』の決勝へ進出。決勝進出経験のあるコンビで唯一、前年度に引き続いての決勝進出だった。5月27日、『第57回上方漫才大賞』（関西テレビ）にて新人賞候補の1組としてノミネート。
6月22日、『第44回 ABCお笑いグランプリ』の決勝へ初進出を果たした。また7月より、BSよしもとの帯番組『キクテレミルラジ265』木曜MCへの就任が発表された。
9月10日に放送された『第13回 ytv漫才新人賞』のROUND1に初進出。結果は374点で2位（1位通過のぐろうと1点差）となり、翌2024年春に行われる決定戦への出場が決定した。
12月9日、『女芸人No.1決定戦 THE W』において初の決勝進出。Bブロックトップバッターでネタを披露。結果は2番手の紅しょうがに0-7で敗れる。
2024年3月末を以て解散。清水は芸人を引退し、西野は引き続きピンで活動する。

## 芸風
漫才とコントの両方を演じ、ネタ中も京都弁を用いる。野球をテーマにした漫才も持ちネタにあるが、二人とも野球が好きなわけではなく、ほとんどルールも知らない。野球ネタは、本人ら曰く、楽屋でどちらも野球経験者の先輩コンビ・バッテリィズの野球談義が鬱陶しかったから、という理由で作られた。

## 出演

### テレビ
過去のレギュラー番組
- キクテレミルラジ265（2023年7月6日 - 2024年3月28日 、BSよしもと） - 木曜MC（2部）

その他
- オールザッツ漫才（2020年12月29日・2022年12月29日・2023年8月16日・12月29日、毎日放送）
- あらびき団（TBS）
  - あらびき団2021（2021年10月15日）
  - あらびき団ゴールデンSP（2022年2月12日）
  - あらびき団2夜連続SP 真夏の最強パフォーマー決定戦・第1夜（2022年8月2日）
  - あら-1グランプリ2022（2022年12月29日）
  - あらびき団2023 夏 第2夜（2023年7月27日深夜）
  - あらびき団2024 新春（2024年1月8日深夜）

- エンタの神様年末SP（2021年12月29日、日本テレビ）
- さんまのまんま（2022年1月2日、関西テレビ）
- 漫才祭り2022 お笑い合戦冬の陣（2022年2月25日、NHK総合、関西地方）
- そろそろ にちようチャップリン（2022年1月29日、テレビ東京）
- OSAKAラフウォーズ2022（2022年3月21日〈20日深夜〉、テレビ大阪）
- わらたまドッカ〜ン「kento fukaya VS ハイツ友の会」（2022年4月21日、NHK Eテレ）
- 千鳥のクセがスゴいネタGP（2022年6月9日、2024年2月18日・3月17日※清水のみ、フジテレビ）
- しくじり先生 俺みたいになるな!! (2022年6月10日、6月17日、テレビ朝日)
- 千原ジュニアの座王（2022年6月11日〈10日深夜〉・10月29日〈28日深夜〉・12月24日〈23日深夜〉、関西テレビ）
- ミキBASE いいね!で応援（2022年6月14日〈13日深夜〉、2024年1月9日＜8日深夜＞、1月16日＜15日深夜＞、毎日放送）
- 第1回大須大作戦（笑）（2022年9月24日、テレビ愛知）
- ほっとするわ（2022年10月17日、関西テレビ）※清水のみ
- アキナのギャルしか勝たん（2022年10月30日〈29日深夜〉、11月6日＜5日深夜＞、※清水のみ、毎日放送）
- ロザンのクイズの神様（2023年1月7日、関西テレビ）
- THE CONTEへの道（2023年1月28日・7月29日、フジテレビ）
- アルピーテイル（2023年2月2日〈1日深夜〉、テレビ朝日）
- ネタパレ（2023年2月10日、2024年1月19日、フジテレビ）
- バツウケテイナーR（2023年2月21日・28日、サンテレビ）
- ハイヒールのめっちゃ女子会♡女芸人大集合!ネタをアテにガールズトーク（2023年3月19日、毎日放送）
- OSAKAラフウォーズ2023（2023年3月18日〈19日深夜〉、テレビ大阪）
- お願い!ランキングpresentsそだてれび（2023年4月21日〈20日深夜〉、テレビ朝日）
- あれみた?（2023年5月8日・15日深夜、10月10日深夜、2024年3月20日深夜、MBS）
- ジンギス談!（2023年8月6日・13日、北海道放送）
- ヤバTともだちできるかな?（2023年8月27日・9月3日・10日・17日、11月25日、2024年3月24日深夜、朝日放送）※西野のみナレーション出演。
- 漫才のDENDO（2023年9月15日深夜、ABCテレビ）
- 笑うアホベガス〜マンゲキ芸人一夜限りの大勝負〜（2023年9月24日、関西テレビ）
- ワチャラチャ忍忍（2023年10月3日、サンテレビ）
- 土曜はナニする!?（2024年2月17日、カンテレ・フジテレビ系全国ネット）
- 新春!よしもと大爆笑2024（2024年2月17日、サンテレビ）

### ドラマ
- 家族だから愛したんじゃなくて、愛したのが家族だった 第9回（2023年7月9日、NHKBSプレミアム）
- ラフな生活のススメ 第7回（2023年8月29日、NHK総合）

### ラジオ
- 週刊ヤングフライデー（2019年8月23日、MBSラジオ）[19]
- NEXT芸人コレクション（2020年2月25日、ラジオ大阪）[20]
- ハイツ友の会のついたちラジオ（2021年6月1日 - 2022年6月1日、stand.fm）
- サンデーライブゴエでSHOW（2021年9月12日、2022年10月2日、MBSラジオ）
- ますます!ハイヒール（2022年6月4日、MBSラジオ）
- 兵動大樹のほわ〜っとエエ感じ。（2022年7月1日、2023年10月13日、ABCラジオ）
- 東京03の好きにさせるかッ!（2022年12月1日、NHKラジオ第1）
- GIONラジオ（2022年12月4日 - 25日、KBS京都）
- ハイツ友の会のArtistspoken（2022年12月27日 - 2024年3月25日、Artistspoken）
- カウス ミュージックトーク（2023年1月1日、4月30日、ABCラジオ）
- 松井愛のすこ～し愛して♡（2023年1月26日[注 2]、2023年9月14日、MBSラジオ）
- 小籔・笑い飯の土020（2023年2月13日、MBSラジオ）
- チュートリアルの徳福円満スペシャル（2023年3月5日、KBS京都）
- OBCグッドアフタヌーン#ラジぐぅ（2023年5月3日ラジオ大阪）
- セミが鳴いたら夏休ミーティング（セミが鳴かなくてもOK）（2023年8月6日、ABCラジオ）
- 8月9月の夜（2023年8月6日 -  9月24日、MBSラジオ）

### 映画
- 笑いのカイブツ ※西野のみ

### MV
- ナナイロ「女優 feat.CHIE」[21]

### YouTube
- ハイツ友の会の鳥取大学てどんなとこ?（国立大学法人鳥取大学YouTubeチャンネル）[22]

## 賞レースでの成績

### M-1グランプリ
| 年度             | 結果         | エントリー No. | 会場               | 日程     | 備考                            |
| ---------------- | ------------ | -------------- | ------------------ | -------- | ------------------------------- |
| 2018年（第14回） | 2回戦進出    | 1040           | YES THEATER        | 10月11日 | NSC在学中                       |
| 2019年（第15回） | 2回戦進出    | 627            | 朝日生命ホール     | 10月9日  |                                 |
| 2020年（第16回） | 2回戦進出    | 1205           | よしもと祇園花月   | 10月28日 |                                 |
| 2021年（第17回） | 準々決勝進出 | 715            | なんばグランド花月 | 11月11日 | 1回戦3位。3回戦敗退後、追加合格 |
| 2022年（第18回） | 準決勝進出   | 1693           | NEW PIER HALL      | 11月30日 | 敗者復活戦10位                  |
| 2023年（第19回） | 準々決勝進出 | 1339           | なんばグランド花月 | 11月20日 |                                 |

### 女芸人No.1決定戦 THE W
| 年度            | 結果       | 会場              | 日程           | 備考                                       |
| --------------- | ---------- | ----------------- | -------------- | ------------------------------------------ |
| 2018年（第2回） | 2回戦進出  | 道頓堀ZAZA HOUSE  | 10月20日       | NSC在学中                                  |
| 2019年（第3回） | 2回戦進出  | 道頓堀ZAZA HOUSE  | 9月14日        |                                            |
| 2020年（第4回） | 準決勝進出 | ルミネtheよしもと | 10月22日・23日 |                                            |
| 2021年（第5回） | 準決勝進出 | ルミネtheよしもと | 10月27日・28日 |                                            |
| 2022年（第6回） | 準決勝進出 | ルミネtheよしもと | 11月10日・11日 | 大会サポーター賞受賞                       |
| 2023年（第7回） | 決勝進出   | 日本テレビ        | 12月9日        | 決勝戦キャッチフレーズ「Mrs.ミステリアス」 |

### その他
- 2021年 第8回NHK新人お笑い大賞 準優勝
- 2021年 キングオブコント2021 2回戦進出[2]
- 2022年 あらびき団ゴールデンSP 菅野美穂賞[30]
- 2022年 第52回NHK上方漫才コンテスト 決勝進出
- 2022年 第43回ABCお笑いグランプリ最終予選進出
- 2022年 キングオブコント2022 準々決勝進出[31]
- 2022年 女芸人No.1決定戦 THE W 大会サポーター賞
- 2023年 第57回上方漫才大賞 新人賞ノミネート
- 2023年 第53回NHK上方漫才コンテスト 決勝進出
- 2023年 UNDER 5 AWARD 2023 準決勝進出
- 2023年 第44回ABCお笑いグランプリ 決勝進出
- 2023年 キングオブコント2023 準々決勝進出
- 2023年 ytv漫才新人賞 ROUND1 2位通過
- 2024年 ytv漫才新人賞 決勝戦 7位

## 単独ライブ
- パンダかわいい（2021年12月24日、よしもと漫才劇場）
- 納豆食べてはるわ（2022年6月17日、よしもと漫才劇場）
- 金曜日dayo〜（2023年5月26日、よしもと漫才劇場）

## 出囃子
- KONISHIKI「諭吉の学問」